# U 52 (U-Boot, 1939)
U 52 war ein deutsches U-Boot vom Typ VII B, das im Zweiten Weltkrieg von der Kriegsmarine eingesetzt wurde.

## Geschichte
Der Bauauftrag für das Boot wurde am 15. Mai 1937 an die Germaniawerft in Kiel vergeben. Die Kiellegung war bereits am 9. März 1937 erfolgt, der Stapellauf am 21. Dezember 1938, die Indienststellung unter Kapitänleutnant Wolfgang Barten am 4. Februar 1939.
Das Boot gehörte bis zum 31. Dezember 1939 als Einsatz- bzw. Frontboot zur U-Flottille „Wegener“ in Kiel. Nach der Neugliederung der U-Flottillen gehörte es vom 1. Januar 1940 bis zum 31. Mai 1941 zur 7. U-Flottille und war in Kiel stationiert. Nach Beendigung seiner Dienstzeit als Frontboot war das Boot vom 1. Juni 1941 bis zum 31. März 1942 als Ausbildungsboot erst der 26. U-Flottille in Pillau und dann vom 1. April 1942 bis zum 30. September 1943 der 24. U-Flottille in Memel zugeteilt. Schließlich war U 52 vom 1. Oktober 1943 bis 21. Oktober 1943 der 23. U-Flottille in Danzig zugeteilt. Nach seiner Außerdienststellung am 22. Oktober 1943 gehörte das Boot bis zum 3. Mai 1945 als Schießstandboot zur 3. U-Lehrdivision.

## Einsatzstatistik
U 52 absolvierte acht Unternehmungen, auf denen 14 Schiffe mit einer Gesamttonnage von 61.399 BRT versenkt wurden.

### Erste Unternehmung
Das Boot lief am 19. August 1939 um 0.03 Uhr von Kiel aus und am 17. September 1939 um 13.00 Uhr wieder dort ein. Auf dieser 38 Tage dauernden und zirka 4.000 sm langen Unternehmung westlich von Irland wurden keine Schiffe versenkt oder beschädigt.
U 52 führte vom 20. Februar 1940 bis zum 25. Februar 1940 Maschinenerprobungen und Tauchübungen vor Helgoland durch.

### Zweite Unternehmung
Das Boot lief am 27. Februar 1940 um 7.30 Uhr von Wilhelmshaven aus und am 4. April 1940 um 20.31 Uhr wieder dort ein. Auf dieser 38 Tage dauernden und zirka 4.000 sm langen Unternehmung bei den Shetlandinseln und den Orkneys wurden keine Schiffe versenkt oder beschädigt.

### Dritte Unternehmung
Das Boot lief am 7. April 1940 um 12.10 Uhr zum Unternehmen Weserübung von Wilhelmshaven aus und am 29. April 1940 um 22.40 Uhr in Kiel ein. Auf dieser 23 Tage dauernden und zirka 2.900 sm über und 346 sm unter Wasser langen Unternehmung östlich der Shetlandinseln wurden keine Schiffe versenkt oder beschädigt.

### Vierte Unternehmung
Das Boot lief am 8. Juni 1940 um 0.15 Uhr von Kiel aus und am 21. Juli 1940 um 9.30 Uhr in Lorient ein. Auf dieser 44 Tage dauernden und zirka 6.000 sm über und 339 sm unter Wasser langen Unternehmung im Nordatlantik, im Nordkanal und vor dem Kap Finisterre wurden vier Schiffe mit 13.542 BRT versenkt.
- 19. Juni 1940: Versenkung des britischen Dampfers The Monarch (824 BRT) (Lage) durch einen G7a-Torpedo. Er fuhr in Ballast und war auf dem Weg von Tonney-Charente (Frankreich) nach Falmouth. Es gab zwölf Tote.
- 19. Juni 1940: Versenkung des belgischen Dampfers Ville de Namur (7.463 BRT) (Lage) durch zwei Torpedos. Er hatte Pferde geladen und befand sich auf dem Weg von New York nach Bordeaux. Es gab 25 Tote und 44 Überlebende.
- 21. Juni 1940: Versenkung des finnischen Dampfers Hilda (1.144 BRT) (Lage) durch einen G7e-Torpedo. Er hatte 1.492 t Weizen geladen und befand sich auf dem Weg von Dünkirchen nach Großbritannien. Es gab fünf Tote.
- 14. Juli 1940: Versenkung des griechischen Dampfers Thetis A (4.111 BRT) (Lage) durch einen G7e-Torpedo. Er hatte Getreide geladen und befand sich auf dem Weg von Rosario nach Limerick. Es gab neun Tote und 20 Überlebende.

### Fünfte Unternehmung

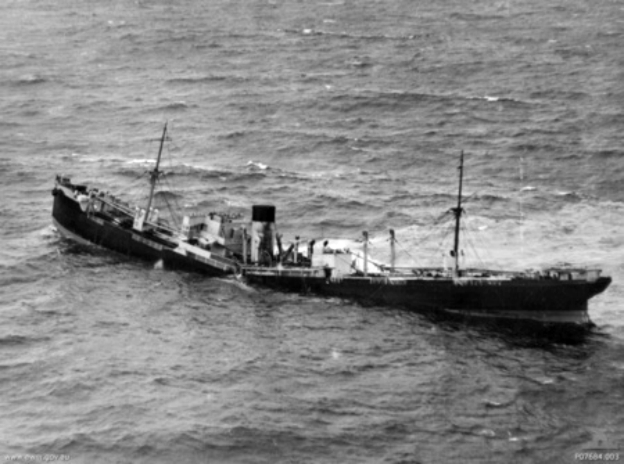
U 52 versenkte die Geraldine Mary im Konvoi HX 60

Das Boot lief am 27. Juli 1940 um 21.03 Uhr von Lorient aus und am 13. August 1940 in Kiel ein. Auf dieser 17 Tage dauernden und zirka 2.600 sm über und 235 sm unter Wasser langen Unternehmung im Nordatlantik und dem Nordkanal wurden drei Schiffe mit 17.102 BRT versenkt.
- 4. August 1940: Versenkung des britischen Dampfers King Alfred (5.272 BRT) (Lage) durch einen G7e-Torpedo. Er hatte 6.750 t Grubenholz geladen und befand sich auf dem Weg von St. John’s (Neufundland) über Halifax nach Methil. Das Schiff gehörte zum Konvoi HX-60 mit 60 Schiffen. Es gab sieben Tote und 34 Überlebende.
- 4. August 1940: Versenkung des britischen Dampfers Gogovale (4.586 BRT) (Lage) durch einen G7e-Torpedo. Er hatte 6.368 t Mehl geladen und befand sich auf dem Weg von Montreal nach London. Das Schiff gehörte zum Konvoi HX-60. Es gab keine Toten und 37 Überlebende.
- 4. August 1940: Versenkung des britischen Dampfers Geraldine Mary (7.244 BRT) (Lage) durch einen G7e-Torpedo. Er hatte 6.112 t Holzschliff, 694 t Schwefelsulfat sowie fünf Passagiere an Bord und befand sich auf dem Weg von Botwood (Neufundland) über Halifax nach Manchester. Das Schiff gehörte zum Konvoi HX-60. Zwei Crewmitglieder und ein Passagier wurden getötet; 48 Personen überlebten.

### Sechste Unternehmung
Das Boot lief am 17. November 1940 um 8.07 Uhr von Kiel aus und am 28. Dezember 1940 um 16.25 Uhr in Lorient ein. Auf dieser 41 Tage dauernden und zirka 5.200 sm über und 470 sm unter Wasser langen Unternehmung im Nordatlantik und westlich des Nordkanals wurden drei Schiffe mit 12.100 BRT versenkt und ein Schiff mit 3.862 BRT beschädigt.
- 2. Dezember 1940: Versenkung des britischen Dampfers Tasso (1.586 BRT) (Lage) durch einen Torpedo. Er hatte 1.300 t Frisch-Hölzer geladen und war auf dem Weg von Demerara über Halifax nach Oban. Das Schiff gehörte zum Konvoi HX-90 mit 35 Schiffen. Es gab fünf Tote und 27 Überlebende.
- 2. Dezember 1940: Versenkung des britischen Dampfers Goodleigh (5.448 BRT) (Lage) durch einen G7a-Torpedo. Es hatte 1.000 t Zink und 8.400 t Bauholz geladen und war auf dem Weg von New Westminster über Panama und die Bermudas nach Oban (Schottland). Das Schiff gehörte zum Konvoi HX-90. Es gab einen Toten und 36 Überlebende.
- 2. Dezember 1940: Beschädigung des britischen Dampfers Dunsley (3.862 BRT) durch einen G7e-Torpedo. Er hatte 1.000 t Stahl und Holz geladen und befand sich auf dem Weg von Chatham (New Brunswick) nach Immingham. Das Schiff gehörte zum Konvoi HX-90.
- 4. Dezember 1940: Versenkung des britischen Motorschiffs Silverpine (5.066 BRT) (Lage) durch einen G7e-Torpedo. Es fuhr in Ballast, hatte zwei Passagiere an Bord und war auf dem Weg von Liverpool nach New York. Das Schiff war ein Nachzügler des Konvois OB-252 mit 44 Schiffen. Es gab 36 Tote und 19 Überlebende. Das Schiff war auch vom italienischen U-Boot Argo als versenkt gemeldet worden.

### Siebte Unternehmung
Das Boot lief am 22. Januar 1941 um 13.36 Uhr von Lorient aus und am 24. Februar 1941 wieder dort ein. Auf dieser 33 Tage dauernden und zirka 5.400 sm über und 134 sm unter Wasser langen Unternehmung im Nordkanal und westlich von Irland wurden zwei Schiffe mit 4.662 BRT versenkt.
- 4. Februar 1941: Versenkung des norwegischen Dampfers Ringhorn (1.298 BRT) (Lage) durch einen G7e-Torpedo. Er hatte 1.300 t Kohle geladen und war auf dem Weg von Port Talbot nach St. John’s. Es gab 14 Tote und fünf Überlebende.
- 10. Februar 1941: Versenkung des britischen Dampfers Canford Chine (3.364 BRT) (Lage) durch zwei G7e-Torpedos. Er hatte Kohle und Stückgut geladen und befand sich auf dem Weg von Cardiff nach Buenos Aires und Uriburu. Das Schiff war ein Nachzügler des Konvois OG-52 mit 45 Schiffen. Es war ein Totalverlust mit 35 Toten.

### Achte Unternehmung
Das Boot lief am 22. März 1941 um 15.00 Uhr von Lorient aus, musste aber wegen Maschinen- und Sehrohrproblemen am 23. März 1941 um 14.00 Uhr wieder in Lorient einlaufen. Am 27. März 1941 um 18.30 Uhr lief es wieder aus, aber auch diesmal hielt die Maschinenanlage nicht, weshalb das Boot am 31. März 1941 um 9.20 Uhr abermals in Lorient einlaufen musste. Nach Reparaturarbeiten lief es endgültig am 3. April 1941 um 19.30 Uhr aus und dann am 1. Mai 1941 um 10.50 Uhr in Kiel ein. Auf dieser 40 Tage dauernden und 5.450 sm über und 142 sm unter Wasser langen Unternehmung im Nordkanal und südwestlich von Island wurden zwei Schiffe mit 13.993 BRT versenkt.
- 10. April 1941: Versenkung des niederländischen Dampfers Saleier (6.563 BRT) (Lage) durch drei Torpedos. Er hatte Kohle geladen und war auf dem Weg vom Tyne und Loch Ewe über Durban nach Port Said. Das Schiff gehörte zum aufgelösten Konvoi OB-306. Es gab keine Toten, 52 Überlebende.
- 14. April 1941: Versenkung des belgischen Dampfers Ville de Liege (7.430 BRT) (Lage) durch zwei Torpedos. Er hatte 6.161 t Stahl, Weizen und Schinken geladen und war auf dem Weg von New York über Belfast nach Liverpool. Es gab zehn Überlebende.

## Verbleib
U 52 wurde am 22. Oktober 1943 in Danzig außer Dienst gestellt. Danach wurde es der kurz zuvor gegründeten 3. U-Lehrdivision in Neustadt (Holstein) überstellt und dort als Lehrboot verwendet. Am 3. Mai 1945 wurde U 52 im Hafenbereich von vier Hawker Typhoons der britischen RAF Squadron 175 angegriffen und durch Raketentreffer beschädigt; danach wurde das Boot vor Neustadt im Marine-Planquadrat AO 7766 selbstversenkt. Es gab keine Toten. Das Boot wurde 1946–1947 verschrottet.